# Andrea Bönig
Andrea Bönig (* 27. Dezember 1964 in Bamberg) ist eine deutsche Opern- und Konzertsängerin (Alt/Mezzosopran) und Gesangspädagogin.

## Leben
Nach Abschluss einer Goldschmiedelehre studierte sie bei Donald Grobe und Lisa Hagenau Gesang, später speziell im Bereich Lied an der Schola Cantorum Basiliensis bei Kurt Widmer. Weitere Studien führten sie zu Fedora Barbieri, Arrigo Pola und Astrid Varnay.
Ihr Bühnendebüt gab Bönig 1990 während ihres Studiums als Dryade in Ariadne auf Naxos am Gran Teatre del Liceu in Barcelona, wohin sie später für Der Ring des Nibelungen zurückkehrte. 1994 debütierte sie in Salome an der Berliner Staatsoper, wo sie von 1995 bis 1997 Ensemblemitglied war. Sie sang an diesem Haus unter anderem Erda in Das Rheingold und Siegfried, Maddalena Rigoletto, Hänsel Hänsel und Gretel und Magdalene Die Meistersinger von Nürnberg unter Dirigenten wie unter anderem Daniel Barenboim, Zubin Mehta, Donald Runnicles, Fabio Luisi und Simone Young. Hier wirkte sie im November 2008 ebenfalls bei der Uraufführung von Peter Ruzickas Oper Hölderlin mit. 2009 kehrte sie für die Wiederaufnahme zurück und war im Frühjahr und Herbst im Rosenkavalier unter der Leitung von Philippe Jordan zu hören. 2010 sang sie in Der ferne Klang von Franz Schreker.
1996 wirkte sie erstmals bei den Bayreuther Festspielen in Die Walküre unter James Levine und Parsifal unter Giuseppe Sinopoli mit, wohin sie in der Folge regelmäßig zurückkehrte. 1997 debütierte die Künstlerin als Erda in Siegfried unter Donald Runnicles an der Wiener Staatsoper, wo sie von 1997 bis 1999 zum festen Ensemble gehörte.
Sie nahm 1998 am ersten Gastspiel der Staatsoper mit Le nozze di Figaro in China teil.
Von 2003 bis 2008 war sie Ensemblemitglied an der Volksoper Wien, wo sie Premieren wie Ein Sommernachtstraum, Boris Godunow, Martha, Die Ausflüge des Herrn Brouček und Repertoirevorstellungen sang. In dieser Zeit gab sie auch ihr Rollendebüt als Magdalena in Der Evangelimann. 2003 und 2004 sang sie in Barcelona unter Bertrand de Billy in Das Rheingold und Siegfried die Erda.
Andrea Bönig ist außerdem häufiger Gast auf dem Konzertpodium, wo sie unter anderem mit ihrem Repertoire von Bach-Passionen, Beethovens Missa solemnis, Elgars Sea-Pictures, Mahlers Symphonien und Orchester-Liedern, Mozarts Requiem und Strawinskys Les Noces in Europa, Amerika und Asien zu hören war.
In Lissabon und Amsterdam gastierte sie beim Mahler Marathon mit dem Lied von der Erde unter Hartmut Haenchen, außerdem beim Bergen Philharmonie Orchestra mit Elgars „Sea Pictures“ unter Simone Young, in der Berliner Philharmonie und im Berliner Konzerthaus unter Daniel Barenboim und Claudio Abbado, in Chicago ebenfalls unter Daniel Barenboim, in Genua unter Julia Jones, in Kopenhagen unter Hartmut Haenchen, in Paris unter Daniel Barenboim und Bertrand de Billy, in Tokio und Taiwan unter Giuseppe Sinopoli und Daniel Barenboim und in Wien unter anderem unter Sebastian Weigle.
Im Bereich Operette war sie unter anderem in der Kölner und Essener Philharmonie unter Axel Kober mit Leo Fall Brüderlein fein und Fräulein Denise zu hören, deren Live-Mitschnitt als CD erschienen ist. Neben anderen Verpflichtungen sang sie die Erda in Wagner-Konzerten unter der Leitung von Kirill Petrenko mit dem Orchestra dell’Accademia Nazionale di Santa Cecilia in Rom und dem Orchestra Sinfonica Nazionale della Rai in Turin.
Seit Beginn ihrer Karriere ist sie als Gesangspädagogin und Coach tätig.
2011 erschien ihr Dokumentarfilm Alfred Hrdlicka. Sequenzen, den die Künstlerin initiierte und bei dem sie die Regie führte.

## Filmografie
- 1995 Chorfantasie - Barenboim (TV)
- 2002 Lulu (TV)
- 2003 Das Rheingold  (TV)
- 2004 Siegfried  (TV)
- 2011 Alfred Hrdlicka – Sequenzen (Dokumentarfilm)